# Брутон (аэропорт)
Муниципальный аэропорт Брутон (англ. Brewton Municipal Airport), (FAA LID: 12J) — государственный гражданский аэропорт, расположенный в шести километрах к югу от центральной части города Брутон (Алабама, США).

## Операционная деятельность
Муниципальный аэропорт Брутон занимает площадь в 356 гектар, расположен на высоте 30 метров над уровнем моря и эксплуатирует три взлётно-посадочные полосы:
- 6/24 размерами 1565 х 46 метров с асфальтовым покрытием;
- 12/30 размерами 1544 х 46 метров с асфальтовым покрытием;
- 18/36 размерами 1250 х 46 метров с асфальтовым покрытием.

За период с 29 июня 2007 года по 29 июня 2008 года муниципальный аэропорт Брутон обработал 165 500 операций взлётов и посадок самолётов (в среднем 452 операции ежедневно), все рейсы в данном периоде пришлись на военную авиацию и авиацию общего назначения.